# 草原總督區

塞米巴拉金斯克州

| 烏拉爾斯克州   | 圖爾蓋州         |
| 阿克莫林斯克州 | 塞米巴拉金斯克州 |
| 七河州         | 錫爾河州         |
| 薩馬爾罕州     | 費爾干納州       |
| 希瓦汗國       | 布哈拉汗國       |
| 外裡海州       |                  |

草原總督區 （Степное генерал-губернаторство）成立於1882年 （首任總督為格拉西姆·阿列克谢耶维奇·科尔帕科夫斯基，同時西西伯利亞總督府被撤銷），是俄羅斯帝國在中亞細亞所建立的兩個總督區之一 （另一為突厥斯坦總督區）。管轄範圍覆蓋了哈薩克草原地區。首府鄂木斯克。
十月革命以後，改為吉尔吉斯自治社会主义苏维埃共和国，1925年改稱哈薩克自治社会主义共和國，1936年再升格成加盟共和國哈萨克苏维埃社会主义共和国。蘇聯解體後得到了獨立，即哈薩克斯坦。

## 下轄州（括號為州府）
- 阿克莫林斯克州（鄂木斯克）
- 塞米巴拉金斯克州（塞米巴拉金斯克）
- 圖爾蓋州（庫斯塔奈）
- 烏拉爾斯克州（烏拉爾斯克）
- 七河州（維爾諾，1882—1897年）